# Don't Start Now (chanson de Dua Lipa)
 (août 2025).
Si vous disposez d'ouvrages ou d'articles de référence ou si vous connaissez des sites web de qualité traitant du thème abordé ici, merci de compléter l'article en donnant les références utiles à sa vérifiabilité et en les liant à la section « Notes et références ».
Pour les articles homonymes, voir Don't Start Now.
Singles de Dua Lipa
Swan Song
(2019) Physical
(2020)
Don't Start Now est un single de la chanteuse britannique Dua Lipa sorti le 1er novembre 2019. Il est publié par le label Warner Records comme premier single extrait de Future Nostalgia, le deuxième album studio de la chanteuse. La chanson a été écrite par Caroline Ailin, Emily Warren, son producteur Ian Kirkpatrick et Dua Lipa, qui ont choisi Don't Start Now comme le premier extrait de Future Nostalgia pour lui permettre de commencer un nouveau chapitre de sa vie. Il a ensuite été mis en ligne le 1er novembre 2019 sur Warner Records sur des plateformes numériques à l'échelle mondiale et une radio à succès contemporaine au Royaume-Uni. La chanson a eu un impact sur le même format aux États-Unis le 5 novembre. Don't Start Now est une chanson nu-disco aux influences eurodance. Les paroles de la chanson impliquent Lipa s'adressant à un ex-amant au sujet de la sortie d'une relation.
À sa sortie, Don't Start Now a reçu des critiques favorables de la part des critiques de musique, dont beaucoup complimentaient les influences disco et la voix de Lipa. La chanson a été un succès commercial mondial, en tête des palmarès en Croatie, en Équateur, en Israël et en Irlande, son quatrième numéro un dans le dernier pays. elle a également atteint le top 10 dans trente-cinq autres pays. Il est devenu sa septième entrée dans le top 10 du UK Singles Chart et sa première entrée dans le top 5 du Billboard Hot 100. elle a été certifiée or en Belgique, au Danemark, en Italie, en Espagne et aux États-Unis. Il a également été certifié platine en Nouvelle-Zélande et au Royaume-Uni, et double platine en Australie, au Brésil et au Canada.
Un clip vidéo d'accompagnement de Don't Start Now a été présenté en première sur la chaîne YouTube officielle de Lipa le 1er novembre. Réalisé par Nabil (en), il montre la chanteuse traversant un club en sous-sol, puis un bal masqué. En promotion du single, Dua Lipa a interprété Don't Start Now lors de quatre concerts, sept émissions de télévision et deux festivals de musique.

## Contexte
"J'ai choisi de sortir cette chanson en premier afin de pouvoir clore un chapitre de ma vie et en commencer un autre. Dans une nouvelle ère avec un nouveau son! Il s'agit d'avancer et de ne permettre à personne de s'y mettre. comme un premier choix naturel de chanson comme je l'ai fait avec la brillante même équipe avec laquelle j'ai fait "New Rules".

- Lipa, sur sa décision de choisir "Don't Start Now" comme le premier single de Future Nostalgia.
Après la sortie de l'édition élargie de son premier album, Dua Lipa: The Complete Edition (2018), Lipa a annoncé un nouveau single intitulé Swan Song. La chanson est sortie le 24 janvier 2019, en soutien au film Alita: Battle Angel, et a obtenu un succès commercial modéré. Lipa a déclaré à l'époque qu'elle était en train d'écrire pour un deuxième album studio à venir.
Don't Start Now a été écrit par Lipa, Caroline Ailin, Emily Warren et son producteur Ian Kirkpatrick. Le groupe avait auparavant travaillé ensemble sur New Rules, le sixième single de son premier album studio éponyme (2017). Lipa a estimé que la sortie de la chanson était un choix "naturel" qui lui permettrait de commencer un nouveau chapitre de sa vie, et l'a choisi pour être le premier single de Future Nostalgia.
En octobre, elle a supprimé tous ses messages sur les réseaux sociaux en préparation de la sortie de la chanson. Don't Start Now a ensuite été officiellement annoncé le 22 octobre et a été diffusé dans le monde entier le 1er novembre. Après la sortie de la chanson, Future Nostalgia et sa tournée de concerts qui l'accompagne ont été annoncés en décembre.

## Composition
Don't Start Now est un morceau de nu-disco influencé par l'eurodance. Selon la partition de la chanson publiée sur Musicnotes.com par Sony / ATV Music Publishing, Don't Start Now est composé dans la tonalité de si mineur et suit un tempo moyen de 124 battements par minute. La gamme vocale de Lipa s'étend de la tonalité de A3 à D5.
Don't Start Now dure trois minutes et trois secondes, et a été décrit par les critiques de musique comme une chanson disco. La production présente le "registre à faible de Lipa à travers les synthés et les coups d'électro-violon", ainsi que l'utilisation d'une "percussion creuse, semblable à une cloche". Dans les paroles de la chanson, elle s'adresse à un ex-amant sur le fait de sortir d'une relation, avec Lipa chantant sur le pré-refrain: "If you don’t wanna see me dancing with somebody / If you wanna believe that anything could stop me".

## Réception critique
Le rédacteur en chef de Pitchfork, Matthew Strauss, a écrit que la production de French bloghouse convenait à Lipa et a félicité la chanteuse pour avoir évité la modulation vocale, disant que "sa voix était plus forte que jamais". Brittany Spanos de Rolling Stone croyait que la chanson a porté le son de Lipa à un "niveau supérieur" et qu'elle "trouve enfin sa place pop", la considérant comme "l'apogée de la catharsis pop", et parmi les "nouveaux morceaux les plus glamour de 2019" et "lignes de basse les plus fortes". Rachita Vasandani de Paste a commenté: "C'est funky et amusant ... - de quoi d'autre avons-nous besoin?"
Dans sa critique pour Clash, Robin Murray considérait la piste comme "un brûleur de disco super infectieux", notant "une saveur chic pour l'écriture de chansons, étant donné une refonte chromée de 2019". L'évaluateur de DIY a estimé que c'était "un bop d'autonomisation" et "un numéro plus funk que son ancien tarif, rempli du genre de ligne de basse dont Mark Ronson serait fier." Jon Caramanica du New York Times a trouvé la chanson "efficace mais pas trop ambitieuse", faisant valoir que Lipa vend son "sentiment de baiser avec rythme mais sans punch".

## Classements et certifications
| Classement (2019-20)                       | Meilleure position |
| ------------------------------------------ | ------------------ |
| Allemagne (GfK Entertainment)              | 10                 |
| Argentine (Hot 100)                        | 12                 |
| Argentine (Monitor Latino)                 | 4                  |
| Australie (ARIA)                           | 2                  |
| Australie (Digital Song Sales)             | 3                  |
| Autriche (Ö3 Austria Top 40)               | 6                  |
| Belgique (Flandre Ultratop 50 Singles)     | 2                  |
| Belgique (Flandre Ultratop 50 Airplay)     | 1                  |
| Belgique (Wallonie Ultratop 50 Singles)    | 3                  |
| Belgique (Wallonie Ultratop 50 Airplay)    | 6                  |
| Bolivie (Monitor Latino)                   | 7                  |
| Brésil (ABPD)                              | 47                 |
| Brésil (Top 100 Brasil (en))               | 33                 |
| Bulgarie (Prophon (it))                    | 3                  |
| Canada (Hot 100)                           | 3                  |
| Canada (All-Format Airplay)                | 1                  |
| Canada (Canada AC)                         | 1                  |
| Canada (CHR/Top 40)                        | 1                  |
| Canada (Digital Songs)                     | 4                  |
| Canada (Hot AC)                            | 2                  |
| Chili (Monitor Latino)                     | 4                  |
| Colombie (National-Report)                 | 19                 |
| Communauté des États indépendants (Tophit) | 7                  |
| Corée du Sud (Gaon)                        | 20                 |
| Costa Rica (Monitor Latino)                | 15                 |
| Croatie (HRT)                              | 1                  |
| Danemark (Tracklisten)                     | 4                  |
| Écosse (OCC)                               | 2                  |
| Équateur (Monitor Latino)                  | 15                 |
| Espagne (Promusicae)                       | 12                 |
| Espagne (Digital Song Sales)               | 3                  |
| Estonie (IFPI)                             | 4                  |
| États-Unis (Hot 100)                       | 2                  |
| États-Unis (Adult Contemporary)            | 8                  |
| États-Unis (Adult Pop Songs)               | 1                  |
| États-Unis (Dance/Mix Show Airplay)        | 1                  |
| États-Unis (Digital Songs)                 | 4                  |
| États-Unis (Dance Club Songs)              | 1                  |
| États-Unis (On-Demand Songs (es))          | 4                  |
| États-Unis (Pop Airplay)                   | 1                  |
| États-Unis (Radio Songs)                   | 1                  |
| États-Unis (Rhythmic Songs)                | 31                 |
| États-Unis (Streaming Songs)               | 5                  |
| États-Unis (Rolling Stone Top 100 (en))    | 3                  |
| Europe (Euro Digital Songs)                | 2                  |
| Finlande (Suomen virallinen lista)         | 13                 |
| France (SNEP)                              | 12                 |
| France (SNEP Ventes)                       | 2                  |
| France (SNEP Radio)                        | 5                  |
| Hongrie (Rádiós Top 40)                    | 1                  |
| Hongrie (Single Top 40)                    | 2                  |
| Hongrie (Stream Top 40)                    | 2                  |
| Irlande (IRMA)                             | 1                  |
| Islande (Tónlistinn)                       | 2                  |
| Italie (FIMI)                              | 11                 |
| Italie (Digital Song Sales)                | 4                  |
| Japon (Hot 100)                            | 79                 |
| Lettonie (Latvijas Radio 5 (en))           | 5                  |
| Liban (Top 20)                             | 7                  |
| Lituanie (AGATA)                           | 2                  |
| Malaisie (RIM (en))                        | 7                  |
| Mexique (Monitor Latino)                   | 12                 |
| Mexique (Mexico Airplay (en))              | 2                  |
| Mexique (Mexico Ingles Airplay (en))       | 1                  |
| Norvège (VG-lista)                         | 5                  |
| Nouvelle-Zélande (RMNZ)                    | 3                  |
| Panama (Monitor Latino)                    | 13                 |
| Paraguay (Monitor Latino)                  | 7                  |
| Pays-Bas (Nederlandse Top 40)              | 2                  |
| Pays-Bas (Single Top 100)                  | 5                  |
| Pérou (Monitor Latino)                     | 15                 |
| Pologne (ZPAV)                             | 4                  |
| Portugal (AFP)                             | 3                  |
| République dominicaine (SodinPro (it))     | 12                 |
| Russie (Tophit)                            | 7                  |
| Royaume-Uni (UK Singles Chart)             | 2                  |
| Royaume-Uni (UK Download Chart)            | 2                  |
| Royaume-Uni (UK Singles Sales)             | 2                  |
| Royaume-Uni (UK Streaming)                 | 2                  |
| Salvador (Monitor Latino)                  | 9                  |
| Singapour (RIAS (en))                      | 1                  |
| Slovaquie (IFPI Rádio)                     | 3                  |
| Slovaquie (IFPI Singles Digitál)           | 3                  |
| Slovénie (SloTop50)                        | 1                  |
| Suède (Sverigetopplistan)                  | 12                 |
| Suisse (Schweizer Hitparade)               | 7                  |
| Suisse (Charts Romandie)                   | 7                  |
| Suisse (Digital Song Sales)                | 4                  |
| Tchéquie (IFPI Rádio)                      | 2                  |
| Tchéquie (IFPI Singles Digitál)            | 4                  |
| Ukraine (Tophit)                           | 19                 |
| Uruguay (Monitor Latino)                   | 7                  |

| Classement (2019)                          | Position |
| ------------------------------------------ | -------- |
| Communauté des États indépendants (Tophit) | 184      |
| Royaume-Uni (Nederlandse Top 40)           | 68       |
| Russie (Tophit)                            | 168      |
| Classement (2020)                          | Position |
| Argentine (Monitor Latino)                 | 10       |
| Bolivie (Monitor Latino)                   | 9        |
| Canada (Hot 100)                           | 3        |
| Chili (Monitor Latino)                     | 5        |
| Colombie (Monitor Latino)                  | 66       |
| Costa Rica (Monitor Latino)                | 27       |
| Équateur (Monitor Latino)                  | 43       |
| États-Unis (Billboard Hot 100)             | 4        |
| États-Unis (Adult Contemporary)            | 9        |
| États-Unis (Adult Pop Songs (en))          | 3        |
| États-Unis (Dance/Mix Show Airplay (en))   | 1        |
| États-Unis (Digital Songs)                 | 10       |
| États-Unis (Pop Songs)                     | 4        |
| États-Unis (Radio Songs)                   | 3        |
| États-Unis (Streaming Songs)               | 18       |
| Honduras (Monitor Latino)                  | 26       |
| Mexique (Monitor Latino)                   | 5        |
| Nicaragua (Monitor Latino)                 | 76       |
| Nouvelle-Zélande (RMNZ)                    | 4        |
| Panama (Monitor Latino)                    | 22       |
| Paraguay (Monitor Latino)                  | 25       |
| Pérou (Monitor Latino)                     | 29       |
| Porto Rico (Monitor Latino)                | 35       |
| République dominicaine (Monitor Latino)    | 47       |
| Salvador (Monitor Latino)                  | 9        |
| Uruguay (Monitor Latino)                   | 8        |
| Venezuela (Monitor Latino)                 | 96       |

| Région | Certification | Ventes/Streams |
| --- | ------------- | -------------- |
| Belgique (BEA) | Or            | 20 000*        |
| Brésil (ABPD) | 2 × Platine   | 80 000*        |
| Canada (Music Canada) | Platine       | 80 000‡        |
| Espagne (Promusicae) | Or            | 20 000*        |
| États-Unis (RIAA) | Or            | 500 000‡       |
| Italie (FIMI) | Or            | 25 000‡        |
| Nouvelle-Zélande (RMNZ) | Platine       | 30 000*        |
| Royaume-Uni (BPI) | Or            | 400 000‡       |
| *Ventes selon la certification ^Mise en rayon selon la certification xNon précisé par la certification ‡ventes/streaming selon la certification |               |                |